# الموسوعة الطبية للإسلام وإيران
الموسوعة الطبية للإسلام وإيران هي سلسلة من الكتب المرجعية التي يتم إعدادها في أكاديمية العلوم الطبية الإيرانية. الهدف من هذا المشروع هو نشر مجموعة من 5 مجلدات؛ كل واحد يتكون من 1000 صفحة و500 مقال. سيتضمن محتواها تاريخًا في الطب في إيران ودول إسلامية أخرى. حتى الآن، تم نشر عدد محدود من الكتب والمراجع في إيران، وكان هذا هو الدافع وراء أكاديمية العلوم الطبية لجمع المراجع وتجميع الموسوعة.
مجال النشاط وموضوع المواد تشمل سيرة الأطباء الإيرانيين والأجانب، وعلم الأدوية والتداوي بالأعشاب في القرون الماضية، والمستشفيات، والمدارس الطبية، والمخدرات المستخدمة للطب، والأعشاب، والأدوات الطبية وشروط في تاريخ الطب. أقل عدد من الكلمات لكل مقالة 1200 كلمة، ولكن يبدو أن بعض المقالات ستكون أطول. حيث سيتم نشر هذا الكتاب في إيران، فهو باللغة الفارسية. ومع ذلك، تعتزم أكاديمية العلوم الطبية ترجمتها إلى اللغة الإنجليزية بعد نشر جميع مجلداتها.
ستكون المنطقة الجغرافية للمقالات هي العلوم الطبية في إيران والعثمانية (تركيا) ومصر وبلاد ما بين النهرين والهند (حينما كان جزء منها محكومًا من قبل المسلمين) وإسبانيا (في المناطق ذات الأغلبية المسلمة). بشكل عام، الهدف الأهم من هذا الكتاب هو تقديم تاريخ الطب للقراء. كان للعلوم الطبية العديد من التقلبات في إيران. مرة واحدة، كان هذا العلم مركز الاهتمام. كتب علماء مشهورون مثل ابن سينا وأبو بكر الرازي كتبا عن ذلك. وفي بعض الأزمنة كانت العلوم الطبيه في فترة ركود. لذلك، إذا أراد شخص ما أن يعرف شيئًا عن هؤلاء الأشخاص أو الأطباء الآخرين، فيمكنه الرجوع إلى هذا الكتاب. بما أنه وفقًا للخطة المحددة، توجد مقالات مختلفة في هذا الكتاب، فمن الضروري أن يتعرّف عليها مجموعة متنوعة من المؤلفين الذين يدرسون حول تاريخ الطب أو يهتمون بهذا الموضوع في جزء آخر من العالم.
نُشر المجلد الأول من الكتاب في عام 2011، حدثت "الموسوعة الطبية للإسلام وإيران" في عام 2016 وأعيد نشرها في المجلد الثاني. وحدثت مرة أخرى (في المجلد الثالث) في عام 2018.

## روابط خارجية
- أكاديمية جمهورية إيران الإسلامية للعلوم الطبية
- قائمة مقالات موسوعة الإسلام وإيران (باللغة الفارسية)
- منهجية لكتابة المقالات في موسوعة الإسلام وإيران (باللغة الفارسية)
- موسوعة المكتبة الرقمية للإسلام وإيران (باللغة الفارسية)